# Ferraria schaeferi
Ferraria schaeferi là một loài thực vật có hoa trong họ Diên vĩ. Loài này được Dinter miêu tả khoa học đầu tiên năm 1920.